# Kurtheater Bad Wildbad

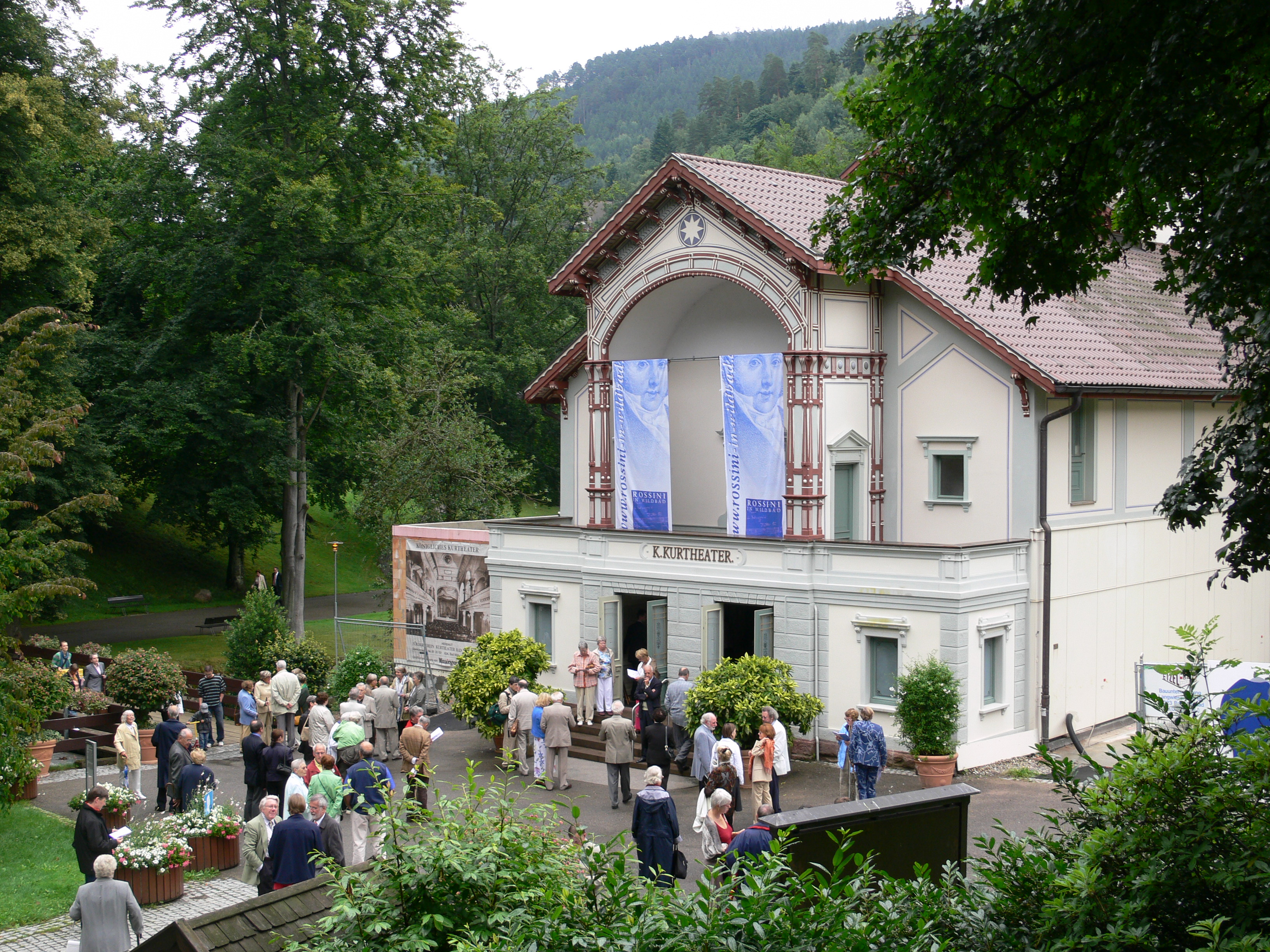
Kurtheater Bad Wildbad

Das Kurtheater (ab 1888 Königliches Kurtheater) ist ein Theatergebäude in Bad Wildbad im Schwarzwald.

## Geschichte
Erste Theateraufführungen zur Unterhaltung der Wildbader Badegäste gab es schon im 18. Jahrhundert.
Die Vorstellungen fanden in verschiedenen Theaterprovisorien und nach Fertigstellung des Badhotels in dessen Konversationssaal statt. Nachdem sich die Räumlichkeiten für die steigende Besucherzahl als unzureichend erwiesen hatten, entstand 1864/1865 ein bescheidenes Vaudeville-Theater im Kurpark. Als Erbauer und erste Besitzer werden Albert Hirsch und F. Brenner genannt. Das Gebäude ging 1873 in den Staatsbesitz über.
Das Theater wurde nur in der Sommersaison bespielt. Sein Aufschwung begann Mitte der 1880er Jahre unter der Leitung des sächsisch-altenburgischen Theaterdirektors Peter Liebig. Seit 1888 Königliches Kurtheater genannt wurde es 1897/1898 nach Plänen von Albert von Beger erweitert und umgestaltet. Die Hauptfassade erhielt einen repräsentativen Vorbau. Der Innenraum war im neobarocken Stil prachtvoll gestaltet. Im Parkett, dem umlaufenden ersten Rang und einem kleinen zweiten Rang fanden rund 200 Zuschauer Platz.
Anfang des 20. Jahrhunderts wurde das Bühnenhaus mit einem Kulissenanbau versehen. 1928 fanden noch einmal kleinere Umbauten und Instandsetzungsarbeiten statt.
Im Jahr 1977 stufte das Landesdenkmalamt das Theater „wegen seines wissenschaftlich-dokumentarischen Wertes und seines künstlerischen Ranges“ als Kulturdenkmal von besonderer Bedeutung ein.
Die Denkmalstiftung Baden-Württemberg zeichnete es als Denkmal des Monats Oktober 2007 aus.

## Nutzung
In den 1960er Jahren wurde der Spielbetrieb eingestellt und das Gebäude als Abstellraum der Kurgärtnerei benutzt. Seither verfiel das Theater. 1981/1982 mussten das Dach abgedichtet und Teile der Innenausstattung entfernt werden, um den weiteren Verfall zu stoppen.
Engagierte Bürger gründeten 1987 den Förderverein Kurtheater Wildbad e. V., der sich für die Sanierung und Wiedereröffnung des Theaters einsetzt. Neben Geld fehlte auch ein tragfähiges Nutzungskonzept. Auf Initiative des Vereins entstand 1989 das Opern- und Musikfestival Rossini in Wildbad, das seitdem jährlich stattfindet.
Es dauerte aber noch 16 Jahre, bis das Theater erstmals als Spielstätte genutzt werden konnte.
Nachdem 1997 der Landesrechnungshof und 1998 der Finanzausschuss des baden-württembergischen Landtags den Abbruch des Theaters befürwortet hatten, beschloss der Fördervereins den Erwerb des Gebäudes, der 1999 vollzogen wurde. 2001 begann die Sanierung. In drei Bauabschnitten wurden das Fundament gesichert, die Dachkonstruktion instand gesetzt und die Fassade nach alten Vorlagen wiederhergestellt. Im Innern wurden Zuschauerraum, Foyer und Bühnenturm mit der historischen Bühnentechnik restauriert und die seitlichen Anbauten erneuert. An den Kosten von rund 4 Millionen Euro beteiligten sich das Land Baden-Württemberg, die Denkmalstiftung Baden-Württemberg, die Deutsche Stiftung Denkmalschutz, die Stadt Bad Wildbad, der Förderverein und weitere Sponsoren.
Nach der ersten Grundsanierung wurde das Theater mit einem provisorisch hergestellten Innenraum ab 2005 bis 2011 wieder bespielt. Nach Abschluss der Restaurierungsarbeiten wurde das Kurtheater am 10. Juli 2014 mit der konzertanten Aufführung der Rossini-Oper Il viaggio a Reims wiedereröffnet.